# Янзен, Шанталь
Шанталь Янзен (нидерл. Chantal Janzen) (род. 16 февраля 1979 года) — нидерландская актриса, певица и телеведущая. Она принимала участие в фильмах: «Проповедник», «Вечеринка в полнолуние», «Мужчина по вызову 2» и «Идолы». Она также сыграла Белль в нидерландской музыкальной версии «Красавицы и чудовища» и Джейн в нидерландской музыкальной версии «Тарзана». Она также спела песню против рака под названием «Vecht Mee» (англ.: Fight With Us) с нидерландским рэпером Yes-R. С конца 2011 года она играет роль Глинды в нидерландской премьере фильма «Злая».

## Жизнь и карьера
Янзен родилась в Тегелене. Училась в Амстердамском университете искусств. Её обучали классическому, современному, джазу и чечётке; актёрскому мастерству, пению и музыкальному репертуару. Она сыграла в нескольких мюзиклах, в том числеCrazy For You, Kunt u mij de weg naar Hamelen vertellen, mijnheer?, Saturday Night Fever, 42nd Street, Beauty and the Beast, Tarzan и производство Petticoat.
Сыграла несколько гостевых ролей в телешоу, таких как «Baantjer», «Intensive Care», «De Band», «Meiden van De Wit» и «Kinderen Geen Bezwaar». Также вела Staatsloterij Live и голландскую версию Idols. Янзен сыграла несколько ролей в фильмах: De Dominee, Feestje, Deuce Bigalow: European Gigolo, Volle Maan, Alles is Liefde, 'Kicks' и снятый для телевидения фильм 'Loverboy'. В декабре 2002 года был выпущен её сингл «Achter De Sterren», заглавная песня из фильма «Научная фантастика».
В 2002 году Янзен выиграла Музыкальную премию Джона Крайкампа «Предстоящий талант» за главную роль в «Лихорадке субботнего вечера». Она также выиграла музыкальную награду в 2005 году за лучшую женскую роль в мюзикле Crazy For You за роль второго плана. В 2006 году была номинирована на лучшую женскую роль за Белль в Красавица и чудовище, а в 2007 году на тот же приз за роль Джейн в мюзикле Тарзан. Из-за беременности ей пришлось временно отказаться от участия в мюзикле «Тарзан» с сентября 2008 года по апрель 2009 года. Её заменила Бенте ван ден Бранд. После Тарзана она сыграла роль в «Disney Musical Sing-Along». В 2010 году Янзен можно было увидеть в мюзикле Petticoat. Это оригинальный голландский мюзикл, написанный специально для неё.  После роли в «Нижней юбке» она сыграла роль Глинды в голландском исполнении бродвейского мюзикла «Wicked».
В 2011 году Янзен разорвала контракт с голландским телеканалом AVRO и подписала контракт с RTL. По её словам, проведение церемонии вручения наград, которую она проводила в AVRO четвёртый год подряд, сделало бы её выступление дешёвым. Она была в восторге от идеи испытать другие вещи. В 2012 году Янзен сыграла в сериалах «Развод» и «Goede tijden, slechte tijden». Позже, в 2019 году, Янзен вернулась в ещё одной небольшой роли в «Goede tijden, slechte tijden».
С тех пор, как она перешла на RTL Nederland, она представила различные телепрограммы, в том числе «De Jongens tegen de Meisjes», «Everybody Dance Now», It Takes 2, Время танцевать и Голос Голландии . Она также представляет голландские версии Dance Dance Dance, «All Together Now» и  «Танцы Со Звездами». На протяжении многих лет Янзен также был членом жюри в телешоу «Твоё лицо звучит как фамильяр», «Holland's Got Talent» и «Проект талантов».
В период с 2015 по 2016 год Янзена также можно было увидеть в качестве ведущего в Германии на «The Voice Kids» и в качестве члена жюри на «Superkids».
В 2019 году Янзен была одним из участников «Стены мира» в американском телешоу «Лучшее в мире». 4 декабря 2019 года она была объявлена одной из трёх ведущих Евровидение 2020 в Роттердаме вместе с Эдсилией Ромбли и Ян Смит;  сам конкурс был отменён в марте 2020 года в результате пандемии COVID-19 и был заменён на «Евровидение: Европа сияет» (который был представлен совместно Янзен, Ромбли, и Смит), который состоялся 16 мая 2020 года. Сейчас она принимала участие в конкурсе песни Евровидение-2021. В ноябре 2020 года Янзен была объявлена ведущим игрового шоу «Beat the Champions» (голландская версия британского игрового шоу «Beat the Chasers»).

## Личная жизнь
Янзен состоит в отношениях с Марко Гератцем. Родила своего первого сына Джеймса 23 января 2009 года. 15 декабря 2014 года они поженились в Лондоне. У Гератца трое детей от предыдущих отношений. 30 марта 2018 года у пары родился второй сын Бобби.